# Karl Stalmann
Karl Gerhard Wilhelm Stalmann (* 22. Oktober 1877 in Meensen; † Juni oder 2. Juli 1953 in Hannover) war ein deutscher lutherischer Geistlicher, Generalsuperintendent und Mitglied des Landeskirchenamts der Evangelisch-lutherischen Landeskirche Hannovers.

## Leben

### Familie
Der 1877 in Meensen geborene Karl Stalmann war Sohn des dort von 1876 bis 1880 tätigen Pfarrers Robert Stalmann (1848–1922) und der Margarete, (1856–1897), eine der drei Töchter des seinerzeitigen Superintendenten und späteren Loccumer Abts Gerhard Uhlhorn. Ebenfalls in Meensen geboren wurde 1878 Gerhard Stalmann, der spätere Chemiker und Fabrikdirektor, sowie 1880 Stalmanns Bruder Albrecht Stalmann, der spätere Präsident der Klosterkammer Hannover.

### Werdegang
Während seines Studiums wurde er Mitglied des "Studenten-Gesangvereins der Georgia Augusta" (heute StMV Blaue Sänger). Stalmann wurde nach dem Studium der Evangelischen Theologie am 10. November 1906 ordiniert und war zunächst Pfarrkollaborator in Hannover-Hainholz und Hamburg-Wilstorf. 1910 wurde er Pastor an der Johanniskirche in Hamburg-Harburg, 1921 Superintendent in Fallersleben, 1926 Superintendent in Hannover-Limmer. Ab 1930 war er zugleich Stadtsuperintendent von Hannover. Am 1. Mai 1933 trat er als letzter Generalsuperintendent der Generaldiözese Hannover in das Landeskirchenamt ein und war dort Oberlandeskirchenrat und geistlicher Vertreter des Präsidenten. Zuletzt war er auch Mitglied des Kirchensenats. Am 1. Mai 1953 trat er in den Ruhestand.